# Koffiefontein
Koffiefontein este un oraș din Provincia Free State, Africa de Sud.